# Maine
O Maine é um dos 50 estados dos Estados Unidos, localizado na região da Nova Inglaterra, no extremo nordeste do país. West Quoddy Head, o ponto mais oriental do Maine, é considerado o ponto mais oriental dos Estados Unidos, embora alguns considerem o Alasca o estado mais oriental do país, porque duas das ilhas do arquipélago dos Aleutas estão localizadas no hemisfério oriental.
Florestas cobrem aproximadamente 90% de Maine, que é conhecido como The Pine Tree State por causa de suas várias florestas que contêm grandes quantidades de pinheiros (pine tree, em inglês). O estado é um líder nacional da indústria madeireira. O Maine produz mais palitos de dentes do que qualquer outro estado norte-americano, e é o segundo maior produtor de madeira em geral do país, atrás apenas de Washington. A pesca e o turismo são outras fontes de renda importantes do estado.
Não se sabe ao certo a origem do nome Maine. Acredita-se que venha da expressão inglesa mainland, que significa "corpo de terra principal", também podendo ser traduzido como "continente". Alguns historiadores, porém, acreditam que este nome venha da província de Maine, uma das províncias da França. Uma terceira hipótese é o uso da expressão going over to the main por parte dos habitantes que viviam em ilhas situadas ao longo do litoral do estado.
A região onde se localiza o Maine foi disputada pelos franceses e pelos britânicos desde os primórdios da história moderna do estado. Regiões do norte do Maine originalmente fizeram parte da colônia francesa de Acádia, uma das províncias coloniais da Nova França, até serem anexadas pelos britânicos em 1740. A região sul foi colonizada pelos britânicos.
O primeiro assentamento britânico no continente norte-americano foi fundado no Maine, em 1607, 13 anos antes da inauguração do primeiro assentamento britânico permanente no continente, em Plymouth, atual Massachusetts, em 1620. O assentamento fundado no Maine em 1607, porém, foi abandonado em 1608. Os colonos passaram a se instalar no Maine a partir da década de 1620. Então, o Maine fazia parte de Massachusetts. O Maine tornou-se o 23º estado norte-americano em 15 de março de 1820.

## História

### Até 1820
Tribos nativas norte-americanas viviam na região onde atualmente está localizado o Maine, milhares de anos antes da chegada dos primeiros exploradores europeus. Viviam no Maine duas tribos indígenas, os abenaki e os etchemin, da família nativo dos algonquinos. Os algonquinos eram primariamente sedentários. Tribos nômades iroquesas constantemente atacavam os algonquinos na região.
O primeiro europeu a desembarcar no Maine foi John Cabot, um italiano trabalhando a serviço da coroa inglesa, em 1498. Os franceses exploraram a região por diversas vezes ao longo do século XVI. O primeiro assentamento foi fundado em 1607, quando um grupo de colonos financiados por Ferdinando Gorges e John Popham criaram a Popham's Colony, próxima à foz do rio Kennebec. Este grupo de colonos era liderado por Popham. Os colonos enfrentaram ao longo do inverno de 1607/1608 um frio muito intenso, falta de alimentos, roupas e outros suprimentos importantes e a agressividade dos indígenas da região. Popham morreu durante este inverno, e os colonos, desmotivados, decidiram voltar ao Reino Unido na primavera de 1608, tendo construído um barco, o Virgínia, o primeiro barco construído nos Estados Unidos. Foi somente em 1623 que um assentamento permanente foi fundado no Maine.
Em 1622, uma agência governamental da Inglaterra cedeu a Ferdinando Gorges e John Mason a área composta  atualmente pelo Maine e por New Hampshire. Esta terra foi dividida entre ambos. Mason recebeu Nova Hampshire, e Gorges recebeu o que atualmente compõe a região centro-sul do Maine. Quando Gorges morreu, em 1647, o Maine passou a fazer parte do Massachusetts. Porém, os herdeiros de Gorges questionaram esta fusão em 1660, e quiseram o controle de Maine de volta às mãos da família Gorges. O governo inglês cedeu o Maine em 1664 para a família Gorges. Os Gorges venderam o Maine para o governo de Massachusetts em 1677.
Enquanto isto, o norte do Maine foi colonizado pelos franceses. O Maine, bem como toda a região que compõe o atual estado norte-americano de Vermont, fez parte da Acádia, uma das províncias coloniais da Nova França. Ao longo das primeiras décadas do século XVIII, atritos e divergências entre os colonos britânicos e os franceses levaram a sucessivas Guerras Franco-Indígenas, que culminaram com a derrota francesa e a assinatura do Tratado de Paris. O norte do Maine passou então a ser controlado pela Grã-Bretanha, e fazia parte da atual província canadense da Nova Escócia.
As guerras entre os britânicos e os franceses endividaram pesadamente o governo britânico, que criou uma série de impostos e proibiu o comércio entre as Treze Colônias e outros países que não o Reino Unido. Isto causou descontentamento em todas as Treze Colônias. Em 1774, um grupo de patriotas do Maine queimou um depósito de chá em York. Um ano depois, em 1775, a guerra da independência dos Estados Unidos teve início. A primeira batalha naval da guerra ocorreu no litoral do Maine, em junho de 1775. No mesmo ano, os britânicos queimaram Portland.
Após a guerra, a população do Maine começou a crescer rapidamente. Porém, muitos dos habitantes questionavam o controle da região por parte de Massachusetts. Desde que New Hampshire tornara-se uma colônia (e, futuramente, um Estado) independente, em 1680, o Maine estava completamente separado de Massachusetts. Muitos habitantes do Maine passaram a exigir o término imediato do controle de Massachusetts na região, e a formação de um novo estado. Porém, até o início da guerra de 1812, a maioria da população queria que o Maine continuasse a fazer parte de Massachusetts. No entanto, o movimento a favor da criação do Estado de Maine cresceu após a guerra. Em 15 de março de 1820, o Maine tornou-se o vigésimo terceiro estado americano. Então, a capital do estado era Portland, e foi mudada para Augusta em 1832.

### 1820 - Tempos atuais
Em 1842, um tratado entre os Estados Unidos e o Reino Unido delimitou as atuais fronteiras entre Novo Brunswick e o Maine. Em 1846, o estado passou a proibir a produção e venda de quaisquer bebidas alcoólicas, tornando-se o primeiro estado norte-americano a aprovar uma lei do género. Em 1851, passou a efetivamente policiar esta lei. Esta lei foi removida em 1934. A maior parte da população do estado era contra o uso do trabalho escravo. O Maine participou ao lado da União durante a guerra civil, que ocorreu entre 1861 e 1865. Mais de 72 mil habitantes do Maine participaram ativamente ao longo da guerra como soldados.
Após a guerra, o Maine industrializou-se rapidamente. Diversas fábricas têxteis, de calçados e de produção de móveis e papel instalaram-se no estado. Diversas represas foram construídas em diversas partes, pelo governo ou por companhias privadas. Em 1909, o governo do Maine proibiu a venda de eletricidade gerada no estado para outros estados norte-americanos, bem como para províncias canadenses vizinhas. Esta proibição perdurou até 1955. A primeira guerra mundial contribuiu para a continuidade da industrialização do estado.
A Grande Depressão, que iniciou-se em 1929, causou uma recessão econômica no estado. Muito da população das cidades sofreu com falta de empregos, pobreza e miséria. Porém, a maior parte da população à época vivia em comunidades rurais. Estas comunidades rurais, que viviam primariamente da agricultura de subsistência (e não da agricultura de exportação), foram pouco afetadas pela depressão. Como consequência, a recessão econômica não foi intensa como aquela ocorrida nos estados altamente industrializados.
A economia do Maine recuperou-se nos anos finais da década de 1930. O Maine prosperou com o início da Segunda Guerra Mundial, e o estado passou a se industrializar rapidamente novamente. Muitas das fábricas têxteis mudaram-se para estados do sul do país, mas em compensação a indústria madeireira cresceu dramaticamente nas duas décadas que se seguiram à segunda guerra. Outra indústria que se desenvolveu foi a de processamento de alimentos.
Em 1980, o governo norte-americano decidiu pagar 81 milhões de dólares aos nativos indígenas do Maine, como indenização por diversos acordos realizados durante o século XVIII e XIX, que desapropriaram suas terras. Ao longo da década de 1990, diversas represas foram demolidas, para permitir que peixes como o salmão pudessem locomover-se sem obstáculos ao longo de certos rios.

## Geografia

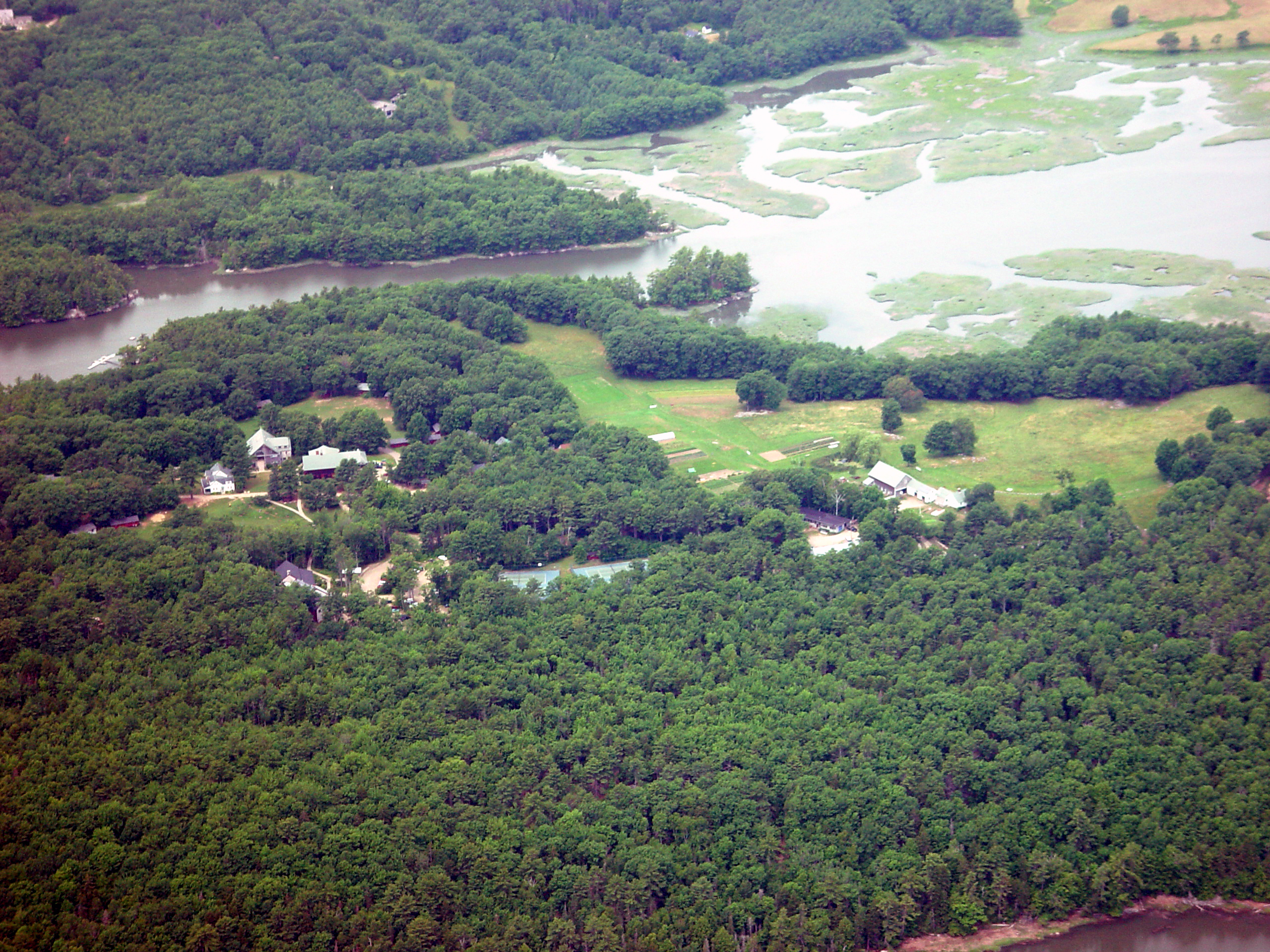
Cerca de 90% do Maine é coberto por florestas. A maioria das árvores que compõem estas florestas são pinheiros, daí o cognome do estado, The Pine Tree State.

O Maine limita-se ao norte com as províncias canadenses de Quebeque e Novo Brunswick, a oeste com o Quebeque e o estado americano de Nova Hampshire, ao sul com o Oceano Atlântico, e a leste com o Novo Brunswick. O Maine é o estado americano que tem o menor número de divisa, sendo o único que possui divisa com apenas 1 estado: Nova Hampshire.
Com quase 92 000 km2, é o 39.º maior estado em área do país. O litoral do estado junto ao Oceano Atlântico possui 367 km de extensão. Contando-se todas as regiões banhadas pelo mar - baías, estuários e ilhas oceânicas - este número salta para aproximadamente 5,6 mil quilômetros.
O Maine possui mais de 5000 km de rios. O estado também possui mais de 2500 lagos, incluindo os artificialmente criados. O maior destes lagos possui cerca de 311 km2 de área. Aproximadamente 90% de Maine é coberto por florestas. O Maine é conhecido como The Pine Tree State por causa de suas várias florestas que contém grandes quantidades de pinheiros (pine tree em inglês).
O Maine pode ser dividido em três distintas regiões geográficas:
- As Planícies Costeiras estendem-se ao longo de seu litoral (bem como todo o litoral da Nova Inglaterra e muito do litoral do Novo Brunswick). Caracterizam-se pela sua baixíssima altitude, nunca superior a 50 metros. Ao longo do litoral localizam-se cerca de 400 pequenas ilhas, todas próximas do continente. A maior destas ilhas possui cerca de 250 quilômetros quadrados de área. A maior parte da população do Maine vive nesta região.

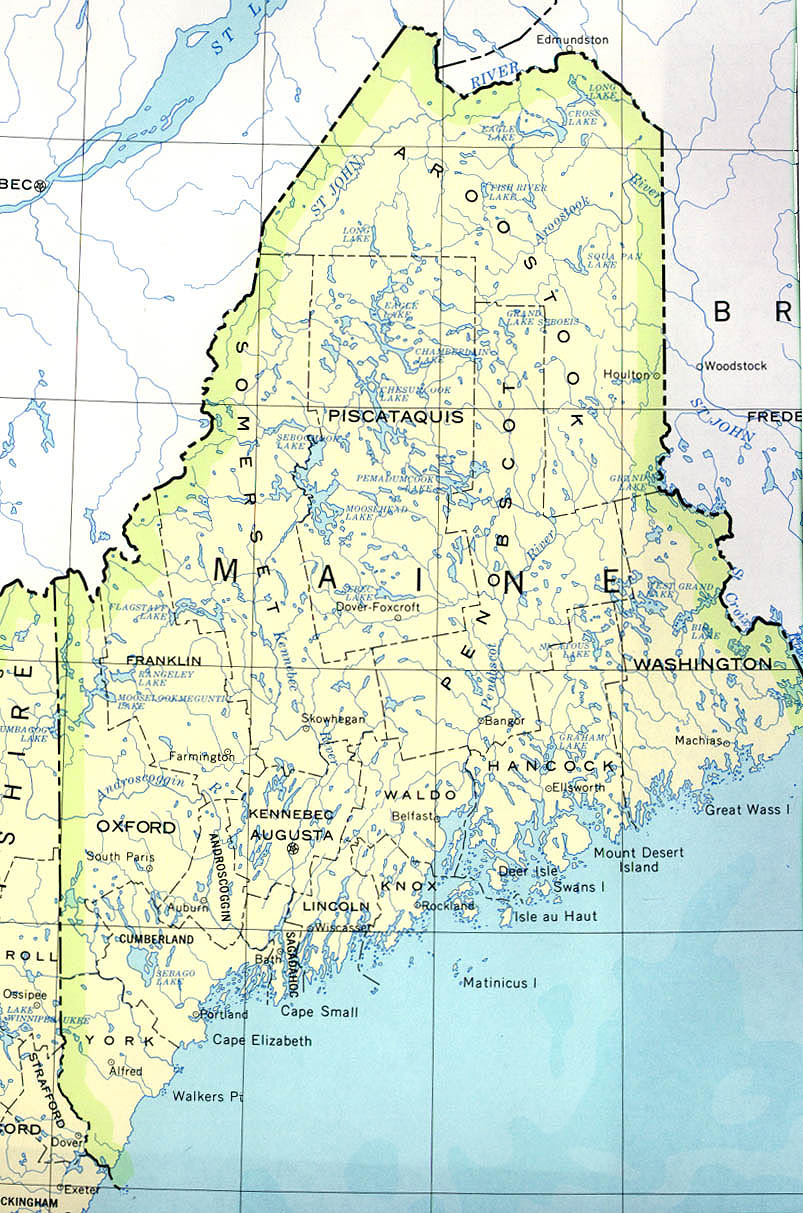
Mapa do Maine e de seus 16 condados

- Os Planaltos Orientais da Nova Inglaterra estendem-se do sul do Novo Brunswick, no Canadá, até o estado de Connecticut. No Maine, estes Planaltos localizam-se imediatamente ao norte das Planícies Costeiras. Esta região possui cerca de 30 a 85 quilômetros de comprimento. Ocupa muito do norte do estado, sendo a maior das três regiões do Maine. Caracteriza-se pelo súbito aumento de altitude, em terras próximas ao litoral, a elevações de cerca de 620 metros no interior. Esta região é escassamente povoada.
- As Montanhas Brancas ocupam toda a região noroeste do Maine, localizando-se ao noroeste dos Planaltos Orientais da Nova Inglaterra. Estendem-se desde Nova Brunswick até Nova Hampshire. Possuem cerca de 50 km de largura no sul e apenas 8 km de largura no norte. As Montanhas Brancas possuem as altitudes mais altas do estado, entre eles o Monte Katahdin, o pico mais alto do Maine, com seus 1606 metros de altitude. É a região menos densamente habitada do estado, e é quase toda coberta por florestas.

### Clima
O clima do Maine é temperado, com quatro distintas estações, com verões quentes, e invernos frios. Maine, devido à sua posição setentrional, possui um dos invernos mais rigorosos do país. Durante todo o ano, a temperatura média abaixa à medida que se viaja em direção ao norte, enquanto que as regiões ao longo do litoral possuem invernos levemente mais amenos, e verões mais quentes.
A temperatura média do Maine no inverno é de -13°C no norte do estado, -9 °C na região central e de -5 °C no litoral. No inverno, a média das mínimas é de -19 °C no norte e de -12 °C no litoral. Mínimas variam entre -40 °C e 6 °C em qualquer parte do estado. A média das máximas é de -9 °C no norte e de -1 °C no litoral, variando entre -36 °C e 14 °C em qualquer parte do estado. A temperatura mais baixa já registrada no Maine é de -44 °C, registrada em Van Buren, em 19 de janeiro de 1925.
A temperatura média, no verão, é de 23 °C ao longo do litoral do Oceano Atlântico e de 15 °C no norte. A média das mínimas é de 8 °C no norte e de 13 °C no litoral, variando entre 0 °C e 23 °C em qualquer parte do estado. A média das máximas é de 22 °C no norte e de 27 °C no litoral do Maine, variando entre 16 °C e 32 °C em qualquer parte do estado. Raramente a temperatura máxima supera os 35 °C. A temperatura mais alta já registrada no Maine é de 41 °C, registrada em 10 de julho de 1911, em North Bridgton.[carece de fontes?]
As taxas de precipitação média anual de chuva diminuem à medida que se viaja em direção ao norte e do interior do estado. As taxas de precipitação média anual são de 120 cm no litoral e de 95 cm no norte do estado. Quanto à precipitação média anual de neve, acontece o inverso, com o interior do Maine recebendo mais neve do que as regiões litorâneas: as taxas de precipitação anual de neve variam entre 180 cm no litoral a mais de 250 cm no interior do estado.

## Política

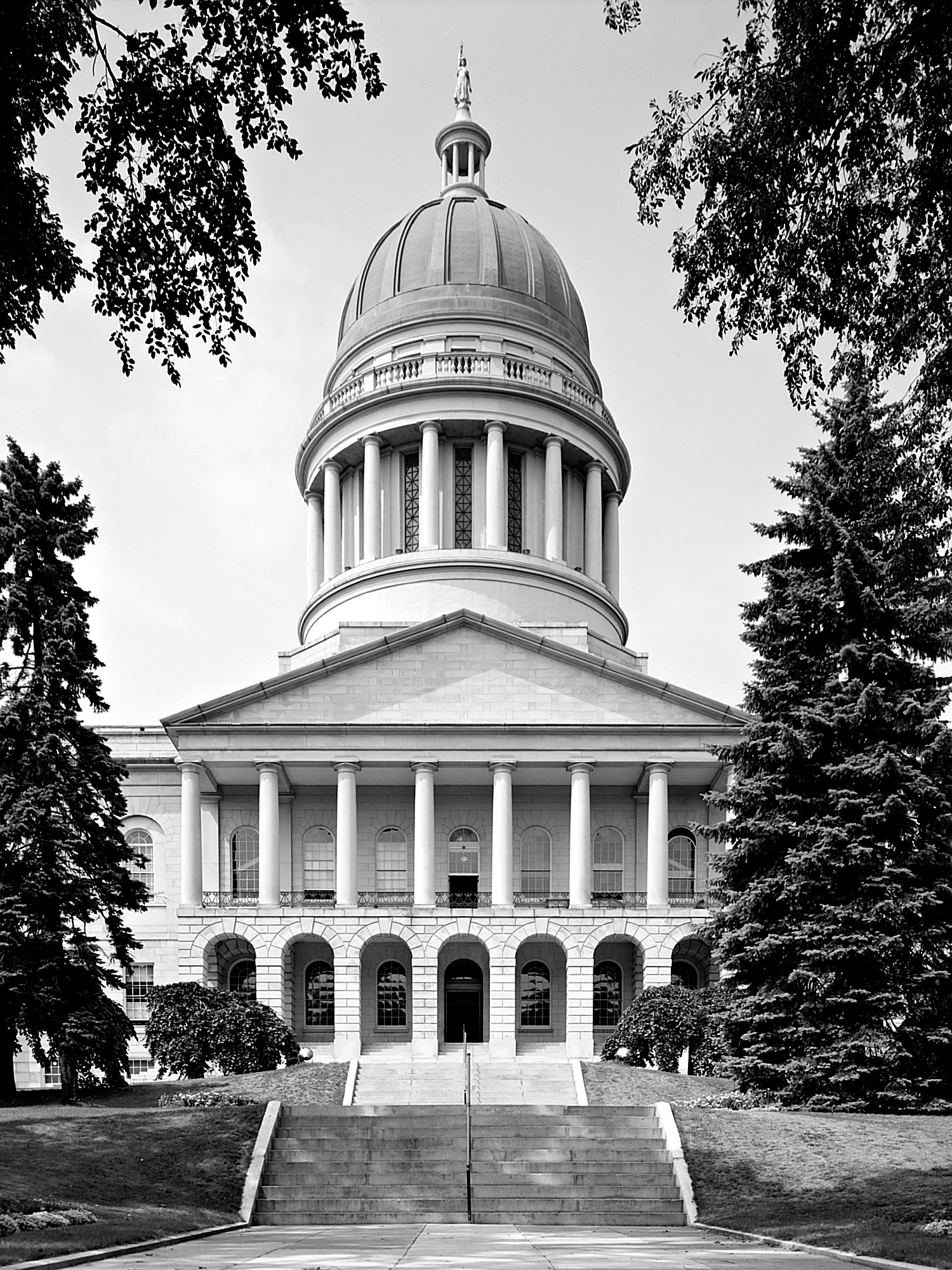
O Capitólio estadual do Maine

A atual Constituição do Maine foi adotada em 1819, três meses antes da formação do Estado de Maine, e da secessão desta do Massachusetts. Emendas à Constituição são propostas pelo Poder Legislativo do Maine, e para serem aprovadas, precisam receber ao menos um quarto dos votos do Senado e da Câmara dos Representantes do Estado, e então dois terços dos votos da população eleitoral do Maine, em um referendo.
O principal oficial do Poder Executivo no Maine é o governador. Este é eleito pelos eleitores do estado para mandatos de até quatro anos de duração. Uma pessoa pode ser eleita quantas vezes quiser para o cargo de governador, mas não pode exercer este cargo duas vezes seguidas.  Oficiais-chave como o secretário de estado e o tesoureiro são eleitos pelo Poder Legislativo do Maine, para mandatos de até dois anos de duração, podendo ser reeleitos quantas vezes quiserem, mas não podendo exercer um mesmo cargo por mais do que quatro vezes seguidas. O estado não possui Tenente-Governador (vice-governador).
O Poder Legislativo do Maine é constituído pelo Senado e pela Câmara dos Representantes. O Senado possui um total de 35 membros, enquanto que a Câmara dos Representantes possui um total de 151 membros. O Maine está dividido em 35 distritos senatoriais e 151 distritos representativos. Os eleitores de cada distrito elegem um senador/representante, que irá representar tal distrito no Senado/Câmara dos Representantes. O termo de ofício dos senadores e dos representantes é de dois anos, podendo ser reeleitos quantas vezes quiserem, mas não exercer o ofício por mais do que quatro vezes seguidas.
A corte mais alta do Poder Judiciário do Maine é a Suprema Corte do Maine, composta por sete juízes. Outra corte importante é a Corte Superior de Maine, composta por 14 juízes. Todos estes juízes são eleitos pela população do estado para mandatos de até sete anos de duração. O estado também possui 31 cortes regionais, que operam em caráter regional, atendendo a casos que envolvam prejuízos de no máximo 20 mil dólares. Estes juízes são eleitos pela população de seus respectivos distritos judiciários para mandatos de até sete anos de duração. Não há restrições quanto ao número de termos de ofício que uma pessoa pode exercer no Judiciário.
O Maine está dividido em 16 condados, 22 cidades primárias (cities) e 480 cidades secundárias (towns). Cerca de metade da receita do orçamento do governo de Maine é gerada por impostos estaduais. O restante provém de verbas recebidas do governo federal, de certos programas estaduais tais como um bingo, e de empréstimos. Em 2002, o governo do estado gastou 6,265 bilhões de dólares, tendo gerado 5,451 bilhões de dólares. A dívida governamental do Maine é de 4,321 bilhões de dólares. A dívida per capita é de 3 337 dólares, o valor dos impostos estaduais per capita é de 2 028 dólares, e o valor dos gastos governamentais per capita é de 4 838 dólares.

## Demografia
De acordo com o censo nacional de 2000, a população do Maine em 2000 era de 1 274 923 habitantes, um crescimento de 4%, em relação à população do estado em 1990, de 1 227 928 habitantes. Uma estimativa realizada em 2005 coloca a sua população em 1 321 505 habitantes, um crescimento de 7,6% em relação à população em 1990, de 3,7% em relação aos números obtidos em 2000, e de 0,5% em relação à estimativa de 2004.
O crescimento populacional natural do Maine entre 2000 e 2005 foi de 6 413 habitantes - 71 276 nascimentos menos 64 863 óbitos - o crescimento populacional causado pela imigração foi de 5 004 habitantes, enquanto que a migração interestadual resultou no ganho de 36 804 habitantes. Entre 2000 e 2005, a população do Maine cresceu em 46 582 habitantes, e entre 2004 e 2005, em 6 520 habitantes.
A maior parte da população do Maine vive ao longo de seu litoral. O interior do Maine é escassamente povoado. 3% da população do Maine não nasceram nos Estados Unidos. O estado possui uma das maiores percentagens de pessoas que nasceram nos Estados Unidos. Entre a população imigrante, cerca de 40% são canadenses, a grande maioria francófonos.
Cerca de 92,2% das pessoas com 5 anos ou mais de idade possuem o inglês como idioma materno. 5,3% da população do estado possuem o francês como idioma materno. Outros idiomas minoritários são o espanhol (0,8%), alemão (0,3%) e italiano (0,1%). Em relação à segurança, o Maine foi classificado em 2015 como o segundo estado mais seguro do país.

### Raça e etnias
Composição racial da população do Maine:
- 96,5% Brancos
- 0,7% Hispânicos
- 0,7% Afro-americanos
- 0,5% Asiáticos
- 0,6% Nativos americanos
- 1% Duas ou mais raças

Os cinco maiores grupos étnicos são ingleses (que compõem 21,5% da população do estado), irlandeses (15,1%) franceses (14,2%), americanos (9,4%) e franco-canadenses (8,6% - canadenses de ascendência francesa). Os franceses podem ser considerados o maior grupo do estado, caso sejam considerados conjuntamente os franceses e os franco-canadenses. O Maine também possui uma expressiva população de ascendência alemã e italiana. Os franceses estão primariamente instalados nas cidades industrializadas (Lewiston e Portland), enquanto que as regiões centro-leste e a região sudeste são primariamente britânicas. Alemães, italianos e irlandeses estão espalhados por todo o estado, em números menores.

### Religião
Percentagem da população do Maine por religião:
- Cristianismo – 82%
  - Protestantes – 55%
    - Igreja Batista – 16%
    - Igreja Metodista – 9%
    - Igreja Pentecostal – 6%
    - Igreja de Cristo – 3%
    - Igreja Luterana – 3%
    - Outras afiliações protestantes – 18%

  - Igreja Católica Romana – 25%
  - Outras afiliações cristãs – 2%
- Outras religiões – 1%
- Não-religiosos – 17%

### Principais cidades
Cerca de 45% da população do Maine vive em cidades. Maine possui três regiões metropolitanas: Portland, Lewiston - Auburn e Bangor.
Cidades com mais de 10 mil habitantes (área urbanizada):

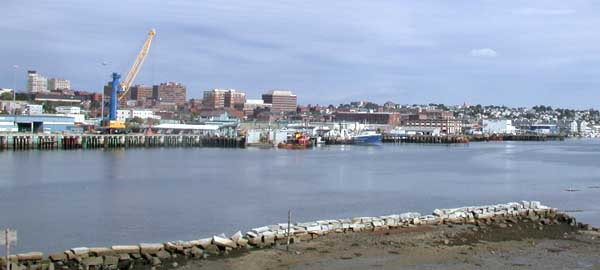
Portland.

|  | - Auburn - Bangor - Old Town - Orono - Biddeford - Lewiston - Brunswick - Waterville - Portland - Augusta - Sanford - South Portland | Subúrbios e cidades de menor porte. - Bath - Belfast - Calais - Camden - Caribou - Naples - Presque Isle - Rockland - Searsport |

## Economia

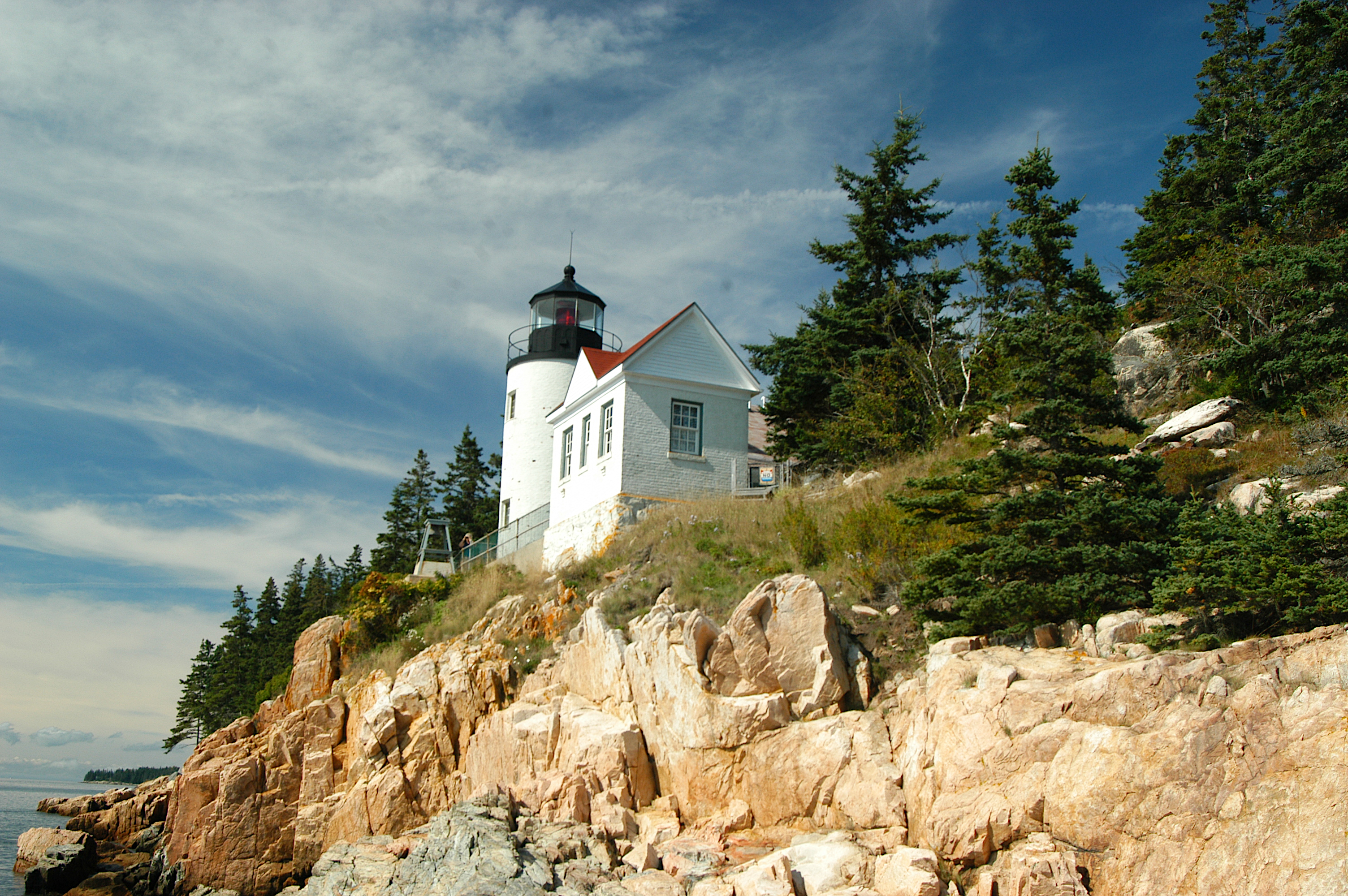
Vista do Acadia National Park, localizado em Maine, e uma das principais atrações turísticas do estado

O produto interno bruto do Maine foi de 41 bilhões de dólares. A renda per capita do estado, por sua vez, foi de 29 164 dólares, o 29° maior do país. A taxa de desemprego do Maine é de 4,6%.
O setor primário responde por 2% do PIB do Maine. A silvicultura responde por 1,2% do PIB do estado e emprega aproximadamente 20 mil pessoas. O estado possui 6,8 mil fazendas, que ocupam cerca de 6% de sua área. A agricultura e a pecuária respondem por 0,5% do PIB do estado, e empregam aproximadamente 10 mil pessoas. Leite e cerejas são os principais produtos produzidos pela agropecuária do Maine. A pesca responde por 0,3% do PIB do estado, e emprega cerca de 1,5 mil pessoas. O valor da pesca coletada anualmente no estado é de 250 milhões de dólares.
O setor secundário responde por 20% do PIB do Maine. O valor total dos produtos fabricados no estado é de nove bilhões de dólares. Os principais produtos industrializados fabricados no estado são papel, móveis em geral, caixas de papelão (entre outros derivados de madeira) equipamentos eletrônicos, veículos e peças automotivas e alimentos industrializados. Maine é o maior produtor de palitos de dente do país. A indústria de manufatura responde por 15% do PIB do estado, empregando aproximadamente 93 mil pessoas. A indústria de construção responde por 4,95% do PIB do estado e emprega aproximadamente 54 mil pessoas. A mineração responde por 0,05% do PIB do Maine, empregando cerca de 300 pessoas.
O setor terciário responde por 78% do PIB do Maine. Cerca de 21% do PIB do estado vem de serviços comunitários e pessoais. Este setor emprega mais de 250 mil pessoas. O comércio por atacado e varejo responde por 18% do PIB do estado, e emprega aproximadamente 182 mil pessoas. As vendas do comércio em geral são auxiliadas pelo turismo. No verão, milhares de pessoas instalam-se por alguns meses no estado, atraídas pelo seu clima ameno e pelas suas belezas naturais. Serviços financeiros e imobiliários respondem por cerca de 18% do PIB do estado, empregando aproximadamente 52 mil pessoas. Serviços governamentais respondem por 14% do PIB do Maine, empregando aproximadamente 110 mil pessoas. Transportes, telecomunicações e utilidades públicas empregam 31 mil pessoas e respondem por 7% do PIB do Maine. A maior parte da eletricidade gerada no estado é produzida em usinas termelétricas a carvão e em usinas hidrelétricas, cada uma consumida cerca de 40% da eletricidade gerada no estado, sendo o restante gerado em usinas termelétricas a gás natural, madeira; ou em usinas eólicas. O Maine consome mais eletricidade do que produz, a eletricidade que falta é comprado do Canadá, primariamente de Quebec.

## Educação
A primeira escola do Maine foi fundada em 1701, em York. Em 1828, o estado aprovou a criação de um sistema de escolas públicas, passando a fornecer verbas anualmente para os sistemas escolares. Como no resto do país, cada cidade ou vila está encarregada de administrar seu próprio sistema escolar público - exceto comunidades muito pequenas, onde a educação é de responsabilidade do condado onde tal comunidade está situada.
Atualmente, todas as instituições educacionais no Maine precisam seguir regras e padrões ditadas pelo Conselho Estadual de Educação do Maine. Este conselho controla diretamente o sistema de escolas públicas do estado, que está dividido em diferentes distritos escolares, que operam em toda cidade primária (city) e em todo condado. Nas cidades, a responsabilidade de administrar as escolas é do distrito escolar municipal, enquanto que em regiões menos densamente habitadas, esta responsabilidade é dos distritos escolares operando em todo o condado em geral. O Maine não permite a operação de escolas charter - escolas públicas independentes, que não são administradas por distritos escolares, mas que dependem de verbas públicas para operarem. Atendimento escolar é compulsório para todas as crianças e adolescentes com mais de sete anos de idade, até a conclusão do segundo grau ou até os dezesseis anos de idade.
Em 1999, as escolas públicas do estado atenderam cerca de 209,3 mil estudantes, empregando aproximadamente 16,3 mil professores. Escolas privadas atenderam cerca de 18,3 mil estudantes, empregando aproximadamente 1,8 mil professores. O sistema de escolas públicas do estado consumiu cerca de 1,51 bilhões de dólares, e o gasto das escolas públicas foi de aproximadamente 7,7 mil dólares por estudante. Cerca de 87% dos habitantes do estado com mais de 25 anos de idade possuem um diploma de segundo grau.
A primeira biblioteca pública do Maine foi fundada em 1751. Atualmente, o estado possui cerca de 280 bibliotecas públicas, que movimentam anualmente uma média de 6,9 livros por habitante. A primeira instituição de educação superior do Maine, a Faculdade Bowdoin, foi fundada em Brunwick, em 1794 (embora as primeiras aulas somente começassem em 1804). Atualmente, Maine possui 32 instituições de educação superior, dos quais 15 são públicas e 17 são privadas. O sistema de universidades estaduais do estado é o Sistema de Universidades do Maine. O principal pólo educacional do estado é Portland.

## Transportes e telecomunicações
O Maine possui cerca de 38 mil quilômetros de rodovias e estradas, bem como cerca de 3 mil quilômetros de ferrovias. O principal aeroporto do estado é o Aeroporto Internacional de Portland, localizado em Portland, enquanto que o porto mais movimentado do Maine é o porto de Eastport. Em 2002, Maine possuía 1923 quilômetros de ferrovias. Em 2003, o estado possuía 36 521 quilômetros de vias públicas, dos quais 591 quilômetros eram rodovias interestaduais, considerados parte do sistema federal rodoviário dos Estados Unidos.
O primeiro jornal do Maine, o Falmouth Gazette, foi publicado pela primeira vez em 1785, em Falmouth, atual Portland. Atualmente, são publicados no estado cerca de 65 jornais, dos quais sete são diários. São impressos em Maine cerca de 50 periódicos. A primeira estação de rádio do Maine foi fundada em 1924, em Bangor. A primeira estação de televisão do estado foi fundada em 1953, também em Bangor. Atualmente, Maine possui cerca de 60 estações de rádio e 15 estações de televisão.

## Cultura

### Símbolos do estado
- Árvore: Pinus strobus
- Cognomes:
  - Pine Tree State
  - Vacationland (não oficial)
- Flor: Pinus strobus
- Fóssil: Pertica quadrifaria
- Fruta: Maçã
- Gema: Turmalina
- Inseto: Abelha
- Lema: Dirigo (Lidero)
- Mamífero doméstico: Maine Coon, uma raça de gato doméstico.
- Mamífero selvagem: Alce
- Música: It must be Maine (Tem que ser Maine)
- Pássaro: Paridae
- Peixe: Salmão